# Адміністративний поділ Лейдена
Адміністративний поділ Лейдена — система поділу території нідерландського міста Лейден на адміністративно-територіальні одиниці, менші за порядком, ніж муніципалітет. Лейден ділиться на 10 районів (нід. districten), кожен з яких також розділений на дільниці (нід. buurten). Райони мають встановлені межі та до 1 січня 2012 року управлялися відповідними районними радами (нід. districtsraden). В Лейдені — 54 дільниці, деякі з них мають власні органи самоуправління.
Також, задля статистичного обліку, Лейден ділиться на 4 округи (нід. stadsdelen): Центральний, Північний, Південний та Західний, межі яких, однак, не повністю збігаються з межами районів (дільниці одного району можуть належати різним округам).

## Історія районів Лейдена

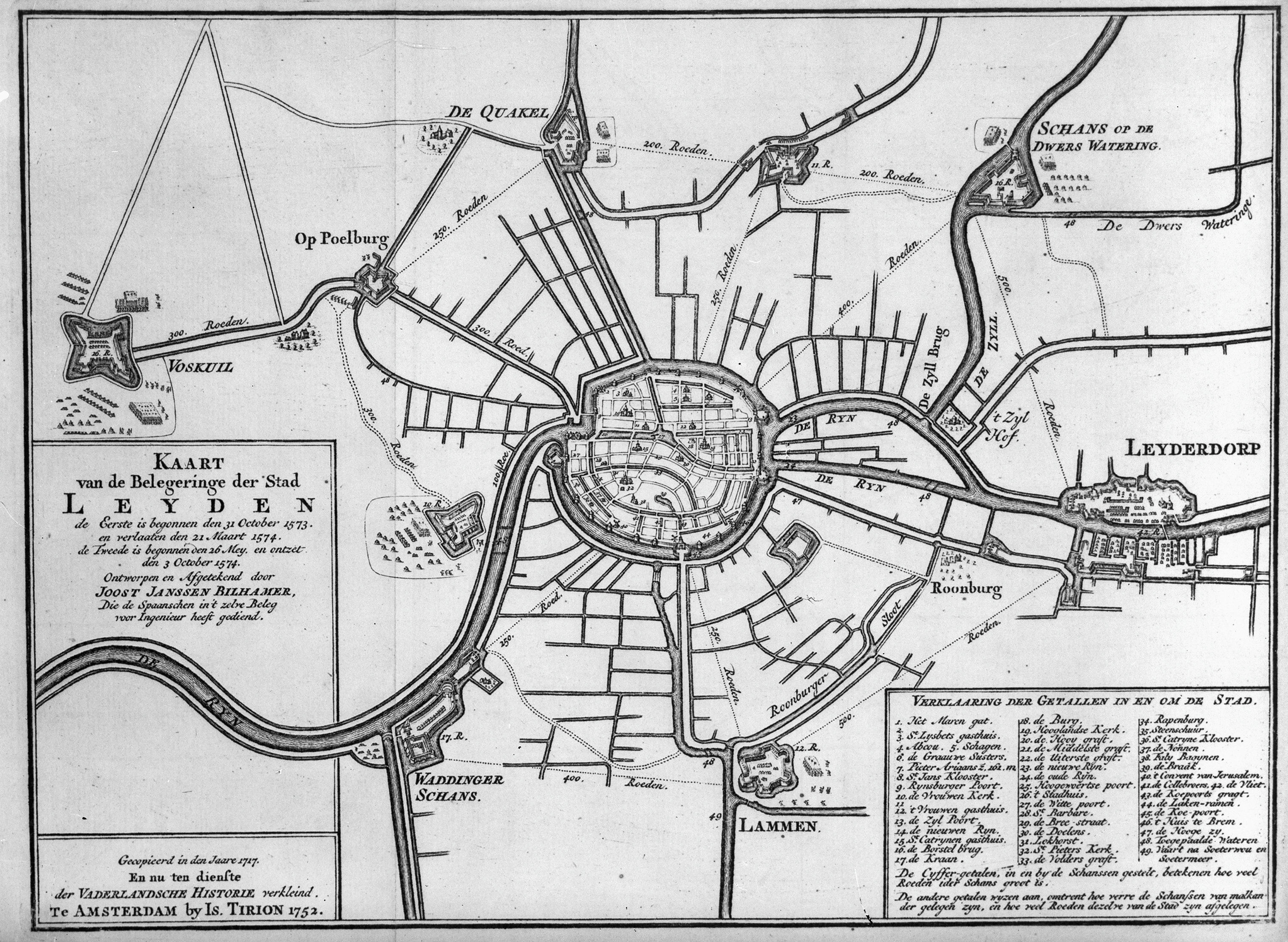
Мапа 1574 року

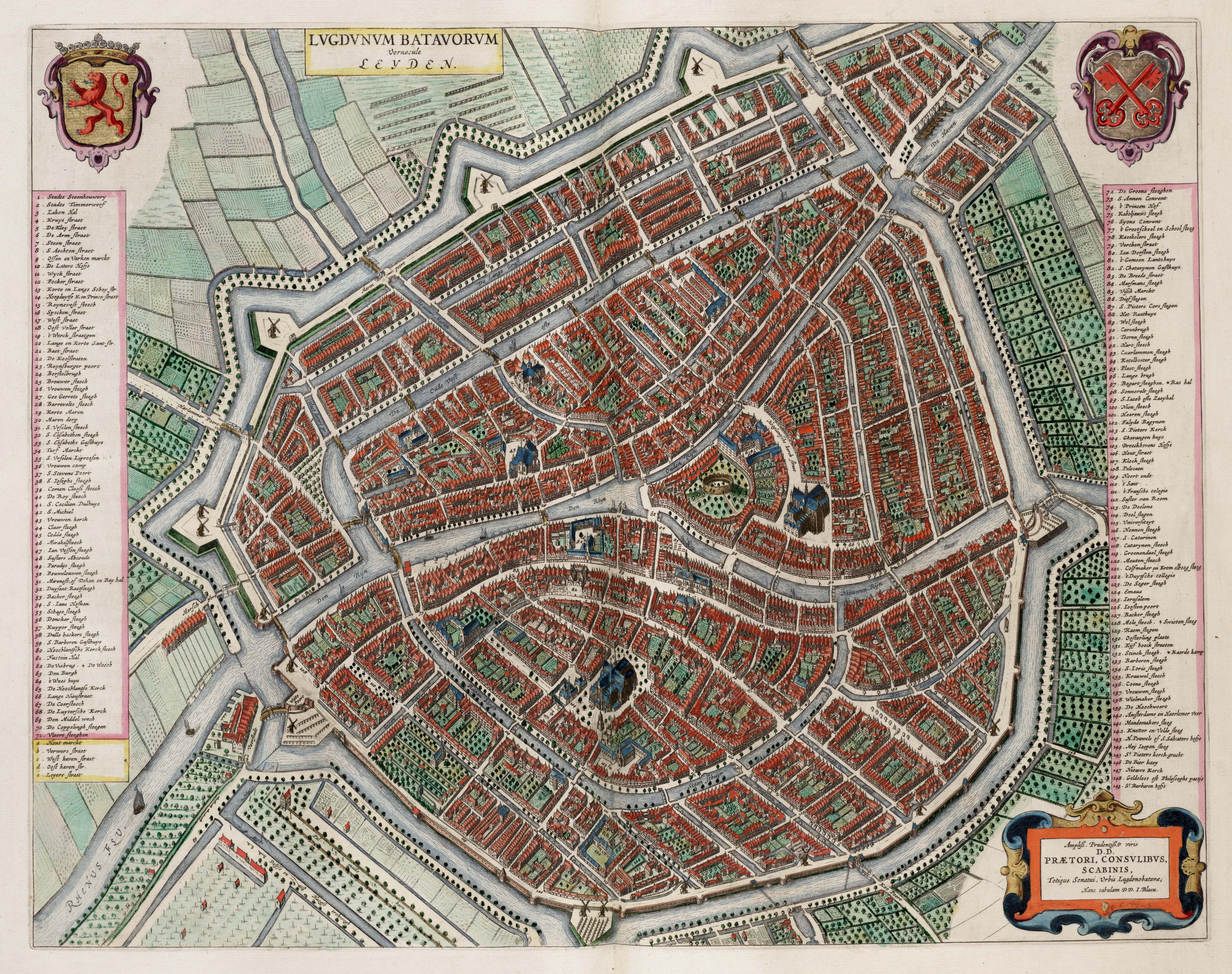
Мапа 1652 року

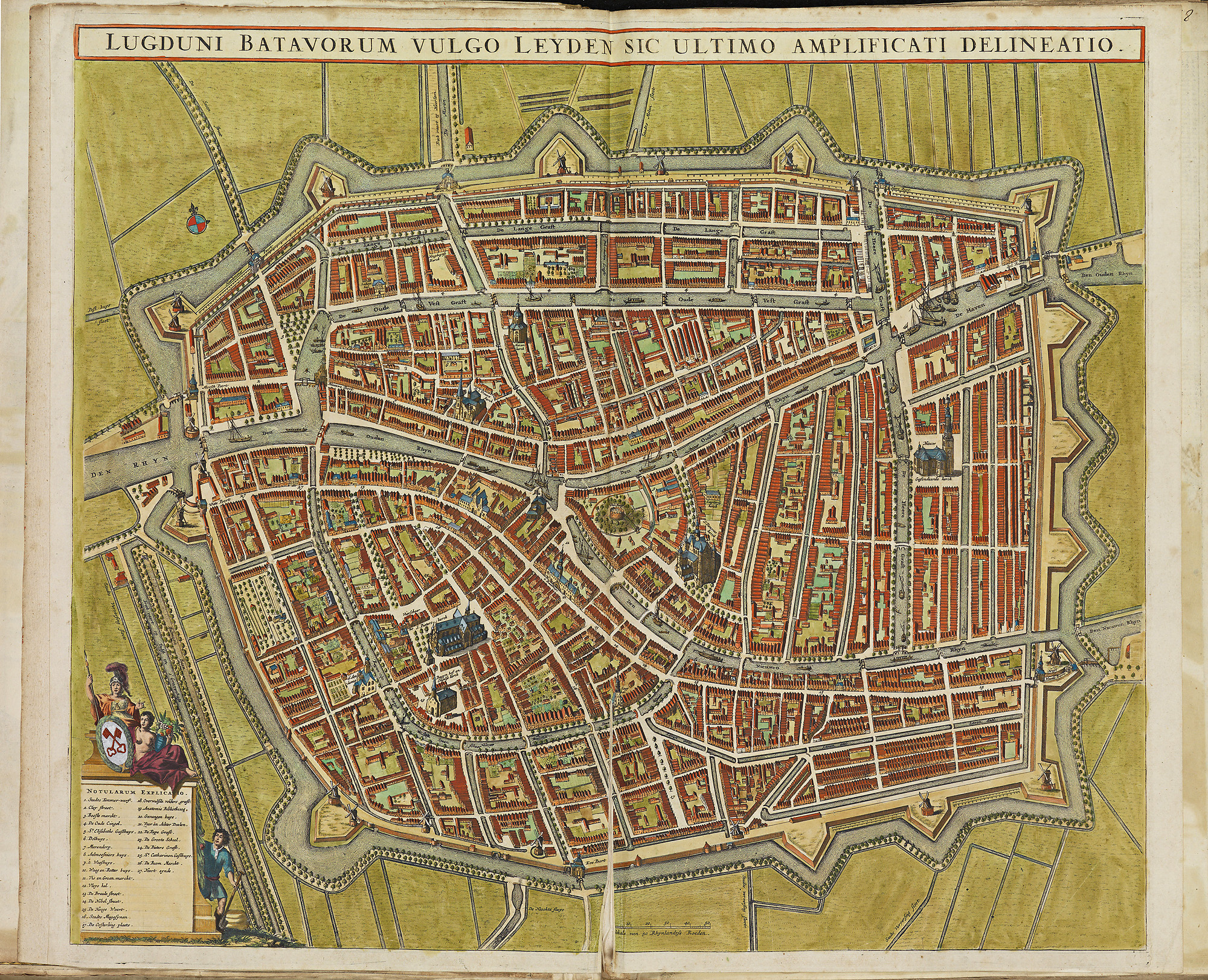
Мапа 1698 року

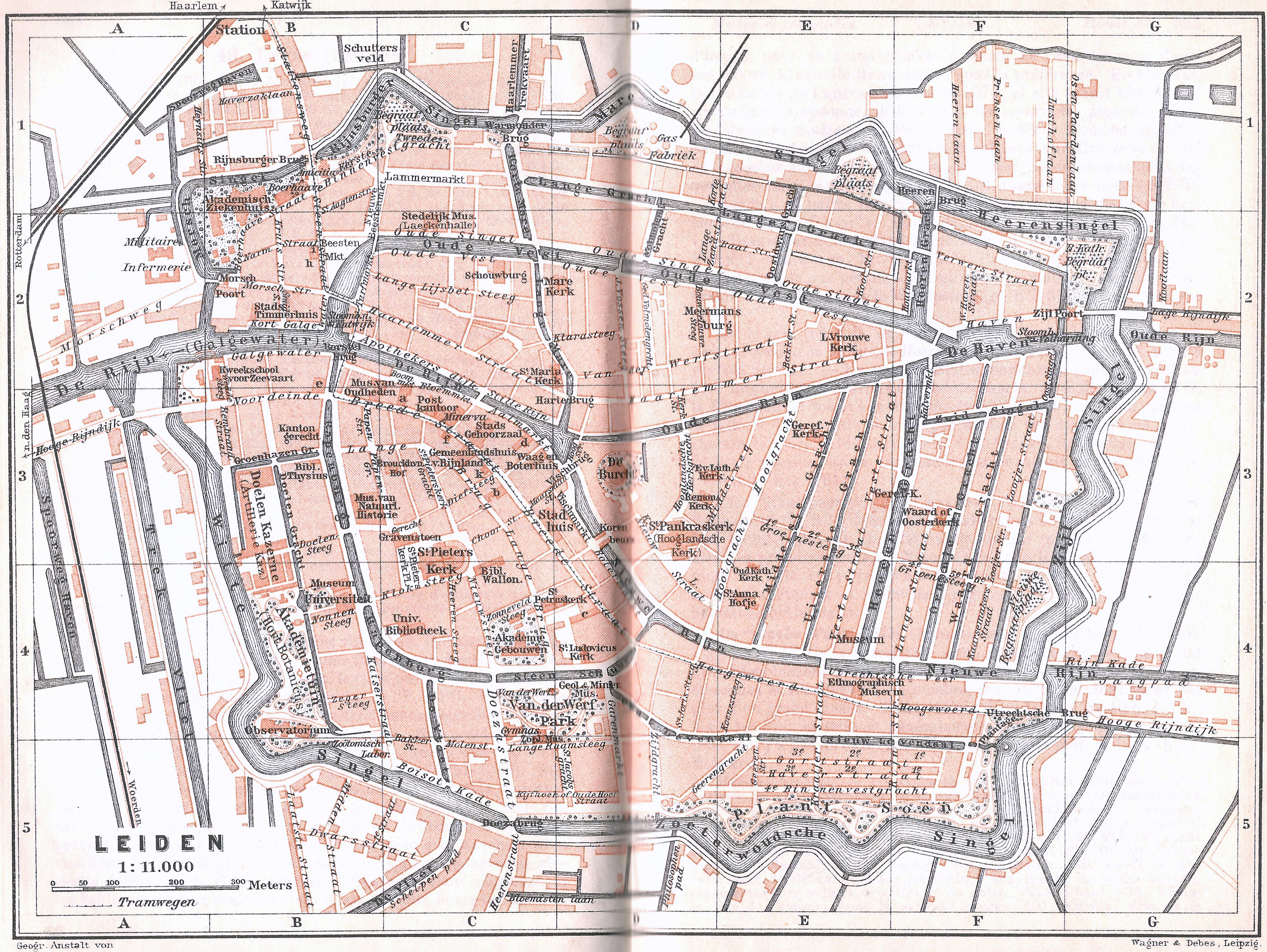
Мапа 1905 року

Перше поселення на місці сучасного міста існувало у IX–X століттях при злитті двох річок, Ауде-Рейна і Ньїве-Рейна, вздовж шляху, на місці якого зараз вулиця Брестрат (Breestraat). В сучасному місті тут розташована дільниця Пітерсвейк.

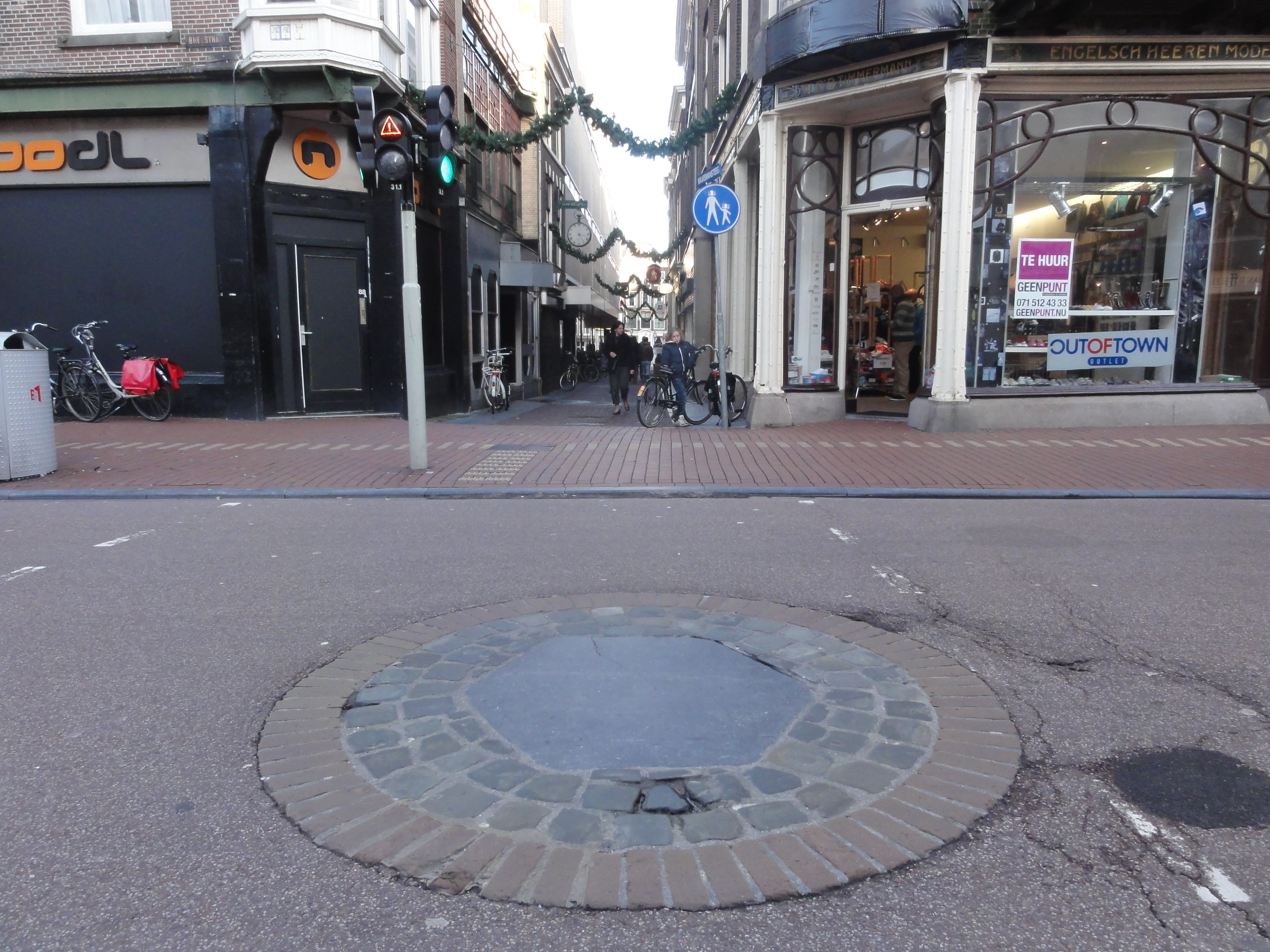
Синій камінь Лейдена

З часом населення міста зростало, а межі міста розширювалися, в основному, за рахунок земель сусідніх поселень Лейдердорп, Зутервауде та Угстгест. Перше розширення сталося близько 1290–1300 років, коли мешканці Лейдена заселили західну частину великого острова Вардейланд, між Ауде-Рейном і Ньїве-Рейном (рукавами Рейну), між Лейденським замком і сучасною вулицею Хойграхт (Hooigracht). Ця частина Лейдена є дільницею Панкрас-Вест. Через півстоліття, у 1355 році місто знову розширило свої межі, ще далі на схід від Лейденського замку. Новою східною межею міста став канал по сучасній вулиці Херенграхт (Herengracht). У теперішньому місті цій місцевості відповідає дільниця Панкрас-Ост.
Того ж року до складу Лейдена увійшло село Маредорп, яке розташовувалося на берегах річки Маре, в районі сучасних вулиць Харлеммерстрат і Ланге Маре. До цього часу це спершу були дві частини різних поселень, Угстгеста і Лейдердорпа, розділені річкою Маре, а на початку XIV століття сформували окреме село, яке, втім, недовго пробуло незалежним поселенням. Після приєднання Маредорпа північним кордоном Лейдена став канал Ауде-Вест. У сучасному Лейдені на місці Маредорпа розташовані дві дільниці — Де Камп і Маревейк, хоча іноді використовується і історична назва Маредорп (або Маредорп-Де Камп) для обох дільниць.
У 1386 році Лейден знову розширив свої межі, цього разу на південь, за рахунок земель Зутервауде. Новий південний кордон міста проліг по каналу Вітте Сінгел (сучасні дільниці Академівейк і Левендал-Вест).
Наприкінці XIV століття у місті було чотири райони: Gasthuiskwartier (укр. Шпитальний квартал), Vleeshuiskwartier (укр. Квартал м'ясників), Wolhuiskwartier (укр. Квартал ткачів) і Wanthuiskwartier (укр. Квартал кравців). Так званий Синій камінь, розташований на вулиці Брестрат навпроти міської ратуші, позначає центр середньовічного міста.
Наступне розширення між Лейдена відбулося лише 1611 року, до цього часу в місті (та й у державі загалом) тривала значна економічна, політична та соціальна криза, що завершилася Нідерландською революцією. Наприкінці XV століття починається новий етап в історії Лейдена, розвивається економіка, до міста прибувають нові поселенці з Фландрії та Валлонії. Через різке збільшення населення міста міська влада розширює межі Лейдена на північ, за канал Ауде-Вест (сучасні дільниці Д'Ауде Морс, Моленбюрт, Нордвест). 1644 року до Лейдена також приєдналася невелика ділянка на північному сході (сучасна дільниця Хавенвейк-Норд), а 1659 року — значна територія на заході, за каналом Херенграхт (сучасні дільниці Хавенвейк-Зейд і Левендал-Ост). Формування історичного центру Лейдена завершилося.
У XVIII столітті Лейден пережив чергову фазу економічного спаду, а от у 1830-х роках почалася індустріалізація міста. Було прокладено залізницю, в місті виникло багато фабрик та заводів, яким були потрібні робітники. У 1880-х роках місто виявилося переповненим, тому наприкінці XIX століття Лейден значно розширив свої межі, знову за рахунок усіх сусідніх муніципалітетів (Зутервауде — на півдні, Угстгеста — на півночі та сході, і Лейдердорпа — на сході).
Найбільше земель Лейден забрав у муніципалітету Зутервауде. До приєднання їх до міста тут мешкало близько 8500 осіб, переважно заможні фермери, кваліфіковані майстри, інтелігенція. У 1883–1885 роках на південному заході міста, за каналом Вітте Сінгел, почалася забудова дільниці Вревейк. Цей район заселили переважно заможні громадяни, а робітничий клас залишився жити у міських нетрях, ближче до місць праці. Близько 1880 року також було прокладено вулицю Херенстрат, яка стала основою нової дільниці Тейнстадвейк, на південь від Лейдена. На південному сході, за каналом Зутерваудесінгел, у 1900-х роках архітектори Й. Ботерманс і В. Мулдер звели житлову дільницю Бургеместервейк.
На півночі та північному заході до складу Лейдена увійшли колишні землі Угстгеста — сучасні дільниці Стацйонсдістрікт, Маредейкбюрт та Пестхейсвейк. Межа між двома муніципалітетами пролягла по вулицях Вассенарсевег (Wassenaarseweg) і Кагерстрат (Kagerstraat). Від Лейдердорпа перейшли землі сучасних дільниць Грунорд, Де Кой та частково дільниці Нордеквартір.
Наступна територіальна експансія Лейдена за рахунок сусідніх муніципалітетів відбулася 1920 року. Межа між Лейденом і Угсгестом пересунулася ще далі на північний захід, до вулиць Вармондервег (Warmonderweg), де утворилися дільниці Фогельвейк і Радсхеренбюрт, а на заході до Лейдена приєднався район Угстгеста Морс, який утворив дільницю Лаге Морс. На сході, на невеликому острові (частині колишнього Вардейланда), що до цього належав Лейдердорпу, сформувалася дільниця Вардейланд. На південному сході, за рахунок земель Зутервауде, утворився великий житловий масив Профессоренвейк, забудований приватними будинками для середнього класу.
Останнє розширення меж міста сталося 1966 року. За рахунок Угсгеста в Лейдені з'явилися житлові масиви Меренвейк на півночі, Леувенхук і Хоге Морс на заході, за рахунок Зутервауде — житловий масив Ромбург на південному сході. У 1970-х роках ці райони швидко забудовувалися сучасними блоковими будинками.

## Округи, райони та дільниці Лейдена
| Район                   | Мапа району | Округ                | Дільниця          | Населення (ос.) | Загальна пл. (га) | Забудована пл. (га) | Мапа дільниці |
| ----------------------- | ----------- | -------------------- | ----------------- | --------------- | ----------------- | ------------------- | ------------- |
| Бінненстад-Зейд         |             | Центральний          | Пітерсвейк        | 2 150           | 22                | 21                  |               |
| Бінненстад-Зейд         | Центральний | Академівейк          | 1 680             | 20              | 17                |                     |               |
| Бінненстад-Зейд         | Центральний | Левендал-Вест        | 1 050             | 12              | 10                |                     |               |
| Бінненстад-Зейд         | Центральний | Левендал-Ост         | 2 860             | 22              | 19                |                     |               |
| Бінненстад-Норд         |             | Центральний          | Де Камп           | 920             | 8                 | 8                   |               |
| Бінненстад-Норд         | Центральний | Маревейк             | 3 240             | 15              | 14                |                     |               |
| Бінненстад-Норд         | Центральний | Панкрас-Вест         | 1 080             | 9               | 9                 |                     |               |
| Бінненстад-Норд         | Центральний | Панкрас-Ост          | 2 130             | 12              | 12                |                     |               |
| Бінненстад-Норд         | Центральний | Д'Ауде Морс          | 780               | 10              | 8                 |                     |               |
| Бінненстад-Норд         | Центральний | Нордвест             | 1 440             | 20              | 17                |                     |               |
| Бінненстад-Норд         | Центральний | Хавенвейк-Норд       | 520               | 8               | 6                 |                     |               |
| Бінненстад-Норд         | Центральний | Хавенвейк-Зейд       | 1 820             | 21              | 16                |                     |               |
| Бінненстад-Норд         | Центральний | Моленбюрт            | 530               | 6               | 6                 |                     |               |
| Бінненстад-Норд         | Центральний | Де Вард              | 2 050             | 38              | 34                |                     |               |
| Стацйондістрікт         |             | Центральний          | Стацйонквартір    | 1 980           | 34                | 33                  |               |
| Лейден Норд             |             | Північний            | Грунорд           | 1 280           | 46                | 45                  |               |
| Лейден Норд             | Північний   | Нордерквартір        | 5 090             | 62              | 62                |                     |               |
| Лейден Норд             | Північний   | Де Кой               | 6 130             | 74              | 69                |                     |               |
| Роденбургердістрікт     |             | Південний            | Мербург           | 2 050           | 31                | 29                  |               |
| Роденбургердістрікт     | Південний   | Рейндейкбюрт         | 2 290             | 27              | 24                |                     |               |
| Роденбургердістрікт     | Південний   | Профессоренвейк-Ост  | 1 310             | 31              | 29                |                     |               |
| Роденбургердістрікт     | Південний   | Профессоренвейк-Вест | 3 120             | 30              | 30                |                     |               |
| Роденбургердістрікт     | Південний   | Бургеместервейк      | 2 000             | 29              | 28                |                     |               |
| Роденбургердістрікт     | Південний   | Тейнстадвейк         | 3 690             | 35              | 34                |                     |               |
| Роденбургердістрікт     | Південний   | Кронестейн           | 1 550             | 49              | 46                |                     |               |
| Роденбургердістрікт     | Південний   | Клейн Кронестейн     | 10                | 139             | 128               |                     |               |
| Роденбургердістрікт     | Південний   | Ромбург              | 1 820             | 95              | 91                |                     |               |
| Роденбургердістрікт     | Південний   | Вардейланд           | 1 080             | 19              | 15                |                     |               |
| Бос-ен-Гастхейсдістрікт |             | Південний            | Вревейк           | 2 220           | 34                | 30                  |               |
| Бос-ен-Гастхейсдістрікт | Південний   | Хаагвег-Норд         | 1 540             | 26              | 23                |                     |               |
| Бос-ен-Гастхейсдістрікт | Південний   | Гастхейсвейк         | 2 230             | 58              | 57                |                     |               |
| Бос-ен-Гастхейсдістрікт | Південний   | Фортейнвейк-Норд     | 3 660             | 43              | 42                |                     |               |
| Бос-ен-Гастхейсдістрікт | Південний   | Босхейзен            | 4 640             | 54              | 49                |                     |               |
| Бос-ен-Гастхейсдістрікт | Південний   | Оствліт              | 370               | 230             | 221               |                     |               |
| Бос-ен-Гастхейсдістрікт | Південний   | Хаагвег-Зейд         | 2 980             | 40              | 39                |                     |               |
| Бос-ен-Гастхейсдістрікт | Південний   | Фортейнвейк-Зейд     | 1 760             | 50              | 48                |                     |               |
| Морсдістрікт            |             | Західний             | Трансваальбюрт    | 1 820           | 21                | 18                  |               |
| Морсдістрікт            | Західний    | Лаге Морс            | 4 400             | 66              | 66                |                     |               |
| Морсдістрікт            | Західний    | Хоге Морс            | 4 550             | 119             | 114               |                     |               |
| Бургаведістрікт         |             | Західний             | Пестхейсвейк      | 200             | 61                | 61                  |               |
| Бургаведістрікт         | Північний   | Хаутквартір          | 1 390             | 54              | 51                |                     |               |
| Бургаведістрікт         | Північний   | Радсхеренбюрт        | 900               | 47              | 47                |                     |               |
| Бургаведістрікт         | Північний   | Фогельвейк           | 1 340             | 29              | 29                |                     |               |
| Бургаведістрікт         | Західний    | Леувенхук            | 0                 | 58              | 58                |                     |               |
| Меренвейкдістрікт       |             | Північний            | Меренвейк-Сентрум | 990             | 20                | 20                  |               |
| Меренвейкдістрікт       | Північний   | Слагвейк             | 4 620             | 49              | 49                |                     |               |
| Меренвейкдістрікт       | Північний   | Зейлвейк-Зейд        | 2 680             | 39              | 35                |                     |               |
| Меренвейкдістрікт       | Північний   | Зейлвейк-Норд        | 2 570             | 40              | 38                |                     |               |
| Меренвейкдістрікт       | Північний   | Ледевейк-Зейд        | 950               | 10              | 10                |                     |               |
| Меренвейкдістрікт       | Північний   | Ледевейк-Норд        | 2 820             | 41              | 40                |                     |               |
| Стевенсхофдістрікт      |             | Західний             | Схенквейк         | 2 320           | 58                | 55                  |               |
| Стевенсхофдістрікт      | Західний    | Клостерхоф           | 3 030             | 42              | 36                |                     |               |
| Стевенсхофдістрікт      | Західний    | Доббевейк-Норд       | 2 370             | 32              | 31                |                     |               |
| Стевенсхофдістрікт      | Західний    | Доббевейк-Зейд       | 4 520             | 69              | 66                |                     |               |